# Evelio Droz
Evelio Droz Ramos (San Juan, 10 maggio 1937 – 26 luglio 2025) è stato un cestista portoricano.

## Carriera
Con Porto Rico disputò due edizioni dei Giochi olimpici (Roma 1960, Tokyo 1964) e due dei Campionati mondiali (1959, 1963).